# ARD-Deutschlandtrend
Der ARD-Deutschlandtrend (eigene Schreibweise ARD-DeutschlandTrend) ist ein seit 1997 im Auftrag der ARD und von Tageszeitungen von Infratest dimap monatlich ermitteltes, politisches Meinungsbild.
Die Daten werden in einer repräsentativen Telefonbefragung von rund 1000 bis 1500 zufällig ausgewählten wahlberechtigten Deutschen erhoben. Neben Fragen zu politischen Trends wie der Sonntagsfrage werden Meinungen zu aktuellen Themen erfragt. Gewöhnlich werden die Zahlen des Deutschlandtrends am ersten Donnerstag eines Monats in den Tagesthemen von der WDR-Journalistin Ellen Ehni (Vertretung: Claudia Müller; bis 2014 von Jörg Schönenborn) präsentiert. Vor Bundestagswahlen wird der ARD-Deutschlandtrend häufiger erstellt. Bei aktuellen, politisch wichtigen Ereignissen wird auch ein ARD-Deutschlandtrend extra zu diesem Thema ohne die politischen Trends ermittelt.
Die Ergebnisse (auch vergangener) Meinungsbilder werden nach der Vorstellung in der ARD und den Tageszeitungen mit einer ausführlichen Bewertung und Analyse auf den Webseiten von Infratest dimap veröffentlicht.
Eine ähnliche Erhebung wird vom ZDF in der Sendung Politbarometer vorgestellt. In Medienberichten wird dem Deutschlandtrend und ähnlichen Befragungen teilweise vorgeworfen, die Situation erst herzustellen, die dann als Ergebnis präsentiert wird: „Die Infratest-dimap-Befragung zur politischen Stimmung im Land ist über weite Strecken vor allem ein Kurs darüber, wie man eine prototypische Meinung herausbekommt, indem man eine prototypische Meinung hineinsteckt.“
Der ARD-Deutschlandtrend ist seit 2008 bei der GESIS – Leibniz-Institut für Sozialwissenschaften e. V. für die wissenschaftliche Forschung verfügbar. Im GESIS-Datenarchiv können Wissenschaftler einen kumulierten Jahres-Datensatz für eigene Auswertung anfordern.